# سيدة البحيرة (قصيدة)

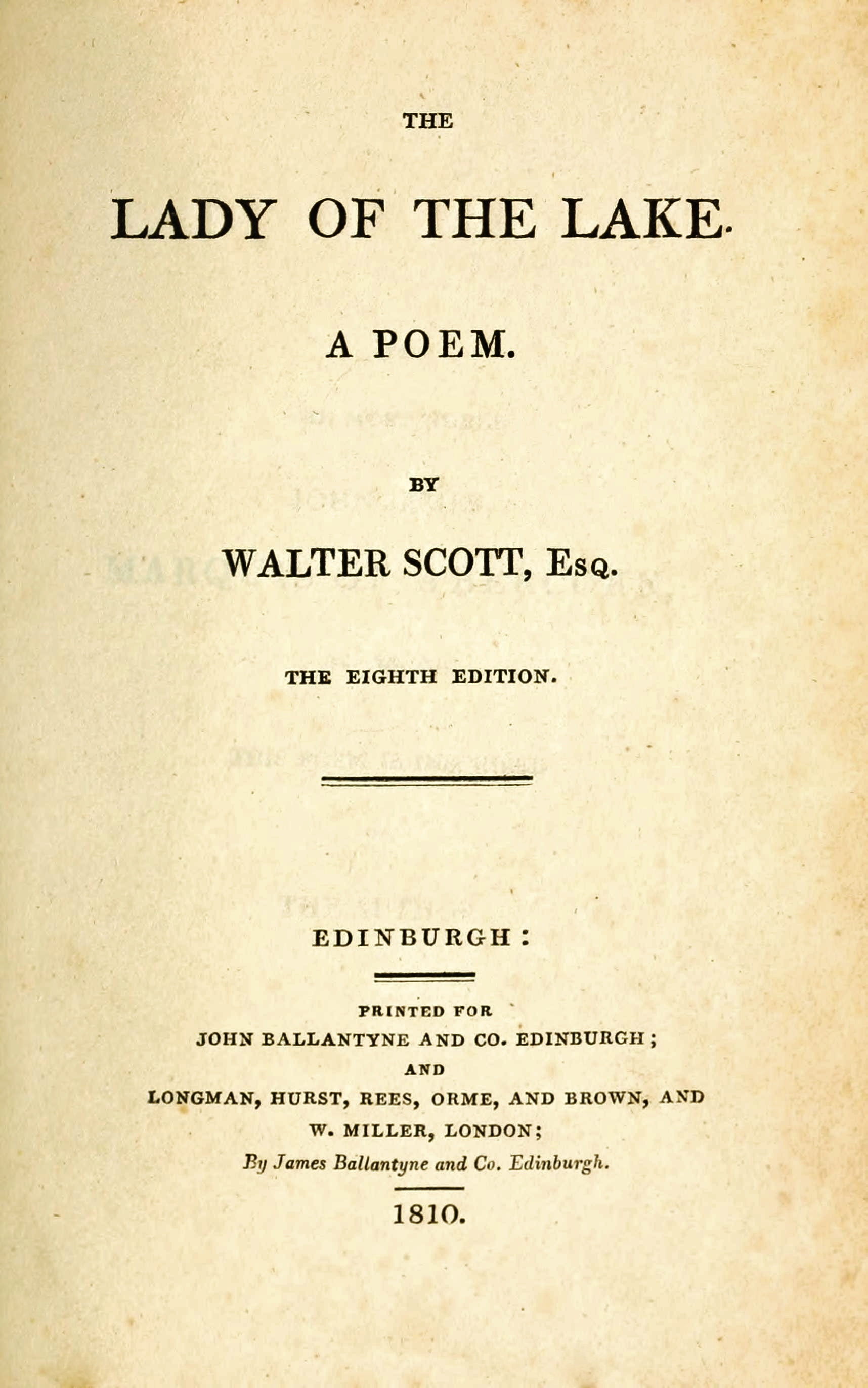

سيدة البحيرة (بالإنجليزية: The Lady of the Lake) هي حكاية شعرية بقلم السير والتر سكوت، نشرت لأول مرة في عام 1810. وتقع أحداثها في منطقة تروساكس من اسكتلندا، وتتكون من ستة مقاطع طويلة، كل واحدة منها تتعلق بأحداث يوم واحد. في القصيدة ثلاث حبكات رئيسية هي: مسابقة بين ثلاثة رجال هم رودريك ذو، جيمس فيتز-جيمس، ومالكولم غرايم، للفوز بحب إلين دوغلاس؛ وكذلك الخلاف والمصالحة بين جيمس الخامس ملك اسكتلندا وغريمه جيمس دوغلاس. والحرب بين الاسكتلنديين من الأراضي المنخفضة (بقيادة جيمس الخامس) وعشائر المرتفعات (بقيادة رودريك ذو من عشيرة ألباين). كانت قصيدة مؤثرة بشكل كبير في القرن التاسع عشر، وألهمت عملية إحياء تراث المرتفعات.
بحلول أواخر القرن التاسع عشر، كانت شعبية القصيدة في انحسار، وإن كانت ثابتة في مناهج القراءة في المدارس الابتدائية حتى أوائل القرن العشرين. وكان لها تأثير غير مباشر على العديد من الأعمال، مثل أغنية إلينز دريتر للملحن شوبرت، لا دونا ديل لاغو لروسيني (1819)، وعادة كو كلوكس كلان بحرق الصليب، كما أخذ الناشط الأمريكي فريدريك دوغلاس اسمه من الرواية، وأغنية «مرحى للزعيم» استلهمت منها أيضا.
تشترك القصة بالاسم مع الشخصية بنفس الاسم من أسطورة آرثر.

## اقتباسات
- أفي ماريا (شوبرت)